# 刑事訴訟特別手続
刑事訴訟特別手続（けいじそしょうとくべつてつづき、明治38年律令第10号）は、日本統治時代の台湾における刑事訴訟手続について規定した日本の律令。明治38年（1905年）7月29日成立、公布。同年8月1日施行。
本令の施行によって、本島人及清国人ノ犯罪予審ニ関スル件（明治32年律令第9号）及び刑事訴訟手続ニ関スル律令（明治34年律令第4号）は廃止された。
本令は、刑事訴訟特別手続廃止ノ件（大正12年律令第6号）の施行によって、大正12年（1923年）12月31日限り廃止された。

## 概要
- 検察官は、現行犯でない事件であっても、捜査の結果、急速の処分を要するものと思料したときは、公訴を提起する前に限り、勾引状を発することができる（1条1項）。この場合において、禁錮以上の刑に該当するものと思料したときは、勾留状を発し、又は検証、差押え若しくは捜索をすることができる（1条2項本文）。ただし、勾留後20日以内に起訴しないときは、釈放しなければならない（1条2項ただし書）。
- 検察官は、犯罪の捜査を終えたときは、次に掲げる手続をしなければならない（2条）。

1. 重罪又は軽罪と思料した事件については、その軽重難易に従い、予審を求め、又は直ちにその法院に訴えを提起しなければならない。
2. 違警罪と思料したときは、直ちにその法院に訴えを提起しなければならない。

- 法院は、官吏又は公吏が作成した書類であって旧々刑事訴訟法（明治23年法律第96号）[2]20条[注釈 1]又は21条[注釈 2]の形式に瑕疵があるものについては、当該官吏又は公吏に補正させて有効なものとさせることができる（3条）。
- 法院又は判官が法院外において勾引状又は勾留状を発したときは、検察官の手を経ることなく執行させることができる（4条）。
- 検察官又は司法警察官は、旧々刑事訴訟法144条[注釈 3]及び147条[注釈 4]の場合において、犯所に臨検する必要がないと認めたときは、臨検することなく予審判事に属する処分をすることができる（5条）。
- 法院又は判官は、法院所在地外において証拠蒐集をすべき場合においては、司法警察官に、次に掲げる事項をさせることができる（6条1項）。この場合において、司法警察官は、罰金及び費用賠償の言渡しをし、又は宣誓をさせることができない（6条2項）。

1. 検証、捜索及び物件の差押え
2. 証人及び参考人の取調べ
3. 鑑定を命ずること

- 保釈の許否、その取消し、保証金の没収及びすでに没収した金額の還付については、検察官の意見を聴くことを要しない（7条前段）。責付の言渡し及びその取消しについても、同様とする（7条後段）。
- 法院は、公判開廷前であっても、職権をもって、証人及び鑑定人の呼出しを決定することができる（8条）。
- 被告人、証人、参考人又は鑑定人から出頭すべき受書を差し出させ、又は口頭で出頭を命じたときは、召喚状又は呼出状を発したのと同一の効力を生ずる（9条本文）。ただし、口頭で出頭を命じたときは、調書又は公判始末書にその旨を記載しなければ、その効力はない（9条ただし書）。
- 旧々刑事訴訟法237条[注釈 5]、241条[注釈 6]及び264条3項[注釈 7]の規定は、法院に係属する事件には適用しない（10条）。
- 受命判官又は受託判官は、臨検をした場合において必要と認めるときは、法院の決定を待つことなく証人を訊問し、又は鑑定を命ずることができる（11条）。
- 主刑1年以下の禁錮又は200円以下の罰金に処すべきものと認めた事件において、被告人がその罪を自白したときは、検察官及び民事原告人の異議がない場合に限り、法院は、他の証憑の取調べをしないことができる（12条）。
- 法院は、予審を経ない事件であって、これを必要とするときは、予審判官に送付する決定をすることができる（13条）。
- 被告人が判決言渡しの期日にのみ欠席したときは、対席判決として言渡しをしなければならない（14条1項）。この言渡しをしたときは、地方法院は、判決書に控訴期間を記載し、職権をもってその正本を送達しなければならない（14条2項前段）。控訴期間は、判決正本の送達があったときから始まる（14条2項後段）。
- 地方法院において主刑1年以下の禁錮又は200円以下の罰金を言い渡した判決については、証拠に関する理由の明示を省略することができる（16条1項）。この場合において、控訴の申立てがあったときは、地方法院は、3日内に理由書を作成し、覆審法院に送致しなければならない（16条2項）。
- 旧々刑事訴訟法269条[注釈 8]の場合を除くほか、訴訟手続が法律に違反していても判決に影響を及ぼさないときは、覆審法院は、控訴を棄却しなければならない（17条）。
- 弁護人は、上訴することができない（18条）。
- 再審の訴え及び非常上告に関しては、覆審法院を上告裁判所とする（19条1項）。上告裁判所は、覆審法院の判決に対する再審の訴えであってその原由があると認めるときは、原裁判を破毀し、その事件の公訴及び私訴について再審すべきことを言い渡し、原法院に差し戻さなければならない（19条2項）。

## 改正

### 台湾刑事令の制定
明治41年（1908年）8月28日、台湾刑事令（明治41年律令第9号）が制定・公布されたが（同年10月1日施行）、同令7条の規定によって、本令はなおその効力を有することとされた。

### 大正8年改正
刑事訴訟特別手続中改正ノ件（大正8年律令第6号）によって、本令は、次のとおり改正された（大正8年（1919年）8月10日施行）。
- 2条中、「重罪又は軽罪」を、「罰金以上の刑に該当すべき罪」に、「違警罪」を、「拘留又は科料のみに該当すべき罪」に改める。
- 14条中、「地方法院は」を削り、「控訴期間」を「上訴期間」に改める。
- 19条を次のように改める。上告を理由ありとするときは、その上告に係る判決の部分を破毀し、旧々刑事訴訟法287条[注釈 9]及び288条[注釈 10]に記載した場合を除くほか、その事件を高等法院覆審部に差し戻さなければならない。
- 20条を新設。高等法院上告部において高等法院覆審部の原判決を破毀し、控訴及び私訴について再審をすべきことを言い渡した場合においては、その事件を覆審部に差し戻さなければならない（1項）。この場合において、覆審部は、通常の規定に従い、裁判をしなければならない（2項）。
- 7条、12条、16条及び17条を削除する。
- 本令（改正令）施行前にした訴訟手続であって、従前の規定に違背しないものは、その効力を有する（附則3項）。

### 大正10年改正
刑事訴訟特別手続中改正ノ件（大正10年律令第11号）によって、本令は、次のとおり改正された（大正11年（1922年）1月20日施行）。
- 1条3項を新設。1条1項及び同条2項の規定によって検察官に許した職務は、司法警察官も仮に行うことができる。ただし、勾留状を発することはできない。
- 1条の2を新設。司法警察官は、旧々刑事訴訟法147条の規定によって被告人を訊問した後又は1条の場合において禁錮以上の刑に該当するものと思料したときは、7日を超えない期間、留置することができる。
- 4条2項を新設。4条1項の規定によって令状を執行させたときは、直ちにその旨を検察官に通知しなければならない。
- 10条を次のように改める。旧々刑事訴訟法241条の規定は、法院に係属する事件に適用しない（1項）。地方法院判官は、事件が台湾総督府法院条例7条1項4号又は5号に該当すると認めるときは、決定をもって、その事件を合議部に移付しなければならない（2項）。
- 20条中、「控訴」を「公訴」に改める。
- 21条を新設。旧々刑事訴訟法によって市町村長の立会を要する場合においては、2人以上の相当の立会人があることをもって足りる。
- 22条を新設。差押物件の還付をすべき場合において、所有者の所在不明その他の事由によって還付をすることができないときは、検察官は、還付の請求をすべき旨を6月間公示して催告しなければならない（1項）。この公示は、法院の掲示板に掲示してする（2項前段）。なお、事情によっては、新聞紙に1回又は数回広告しなければならない（2項後段）。1項の場合において、保管に不便な物件は、公売してその代金を保管することができる（3項）。1項の期間内に還付の請求がないときは、差押物件又は3項の代金は、国庫に帰属する（4項）。
- 14条2項及び18条を削除する。
- 判決言渡期日にのみ欠席した被告人に対して本令（改正令）施行前に言い渡した判決については、なお従前の例による（附則2項）。